# 서리히스

서리히스의 위치

서리히스(영어: Surrey Heath)는 잉글랜드 서리주에 위치한 비도시 자치구로 중심 도시는 캠벌리이며 인구는 87,533명(2014년 기준), 면적은 95.1km2이다.